# Didymonycha hesperis
Didymonycha hesperis är en kvalsterart som beskrevs av Sandór Mahunka 1984. Didymonycha hesperis ingår i släktet Didymonycha och familjen Galumnidae. Inga underarter finns listade i Catalogue of Life.